# Grammia blakei
Grammia blakei är en fjärilsart som beskrevs av Augustus Radcliffe Grote 1864. Grammia blakei ingår i släktet Grammia och familjen björnspinnare. Inga underarter finns listade i Catalogue of Life.